# Rio Limpopo

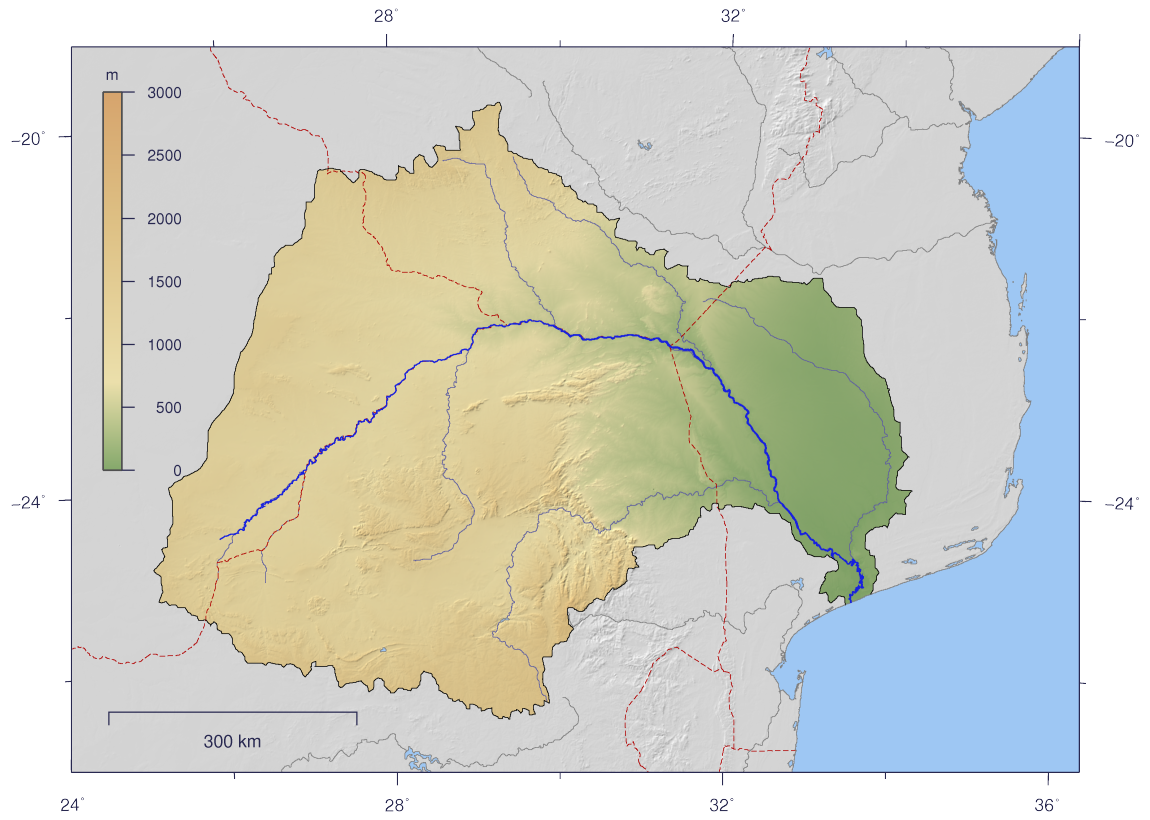
Bacia hidrográfica do Limpopo.

O rio Limpopo é o segundo maior rio da África austral, com cerca de 1600 km de extensão e serve de fronteira entre a África do Sul e o Botswana e entre a África do Sul e o Zimbabwe, antes de entrar em Moçambique no norte da província de Gaza para desaguar no Oceano Índico, perto da cidade de Xai-Xai.
O Limpopo tem um comprimento de cerca de 1 600 km (certas fontes referem 1 770 km) e a sua bacia hidrográfica cobre cerca de 415 000 km².
Podemos dividir o seu percurso em três secções:
- Alto Limpopo - trecho na África do Sul e Botswana, até à confluência com o Sashe, na fronteira entre África do Sul – Botswana – Zimbabwé
- Médio Limpopo – desde a confluência do rio Sashe e do Luvuvhu até à fronteira com Moçambique (Pafúri);
- Baixo Limpopo – desde Pafúri até à foz, no Oceano Índico